# Lida Gustava Heymann

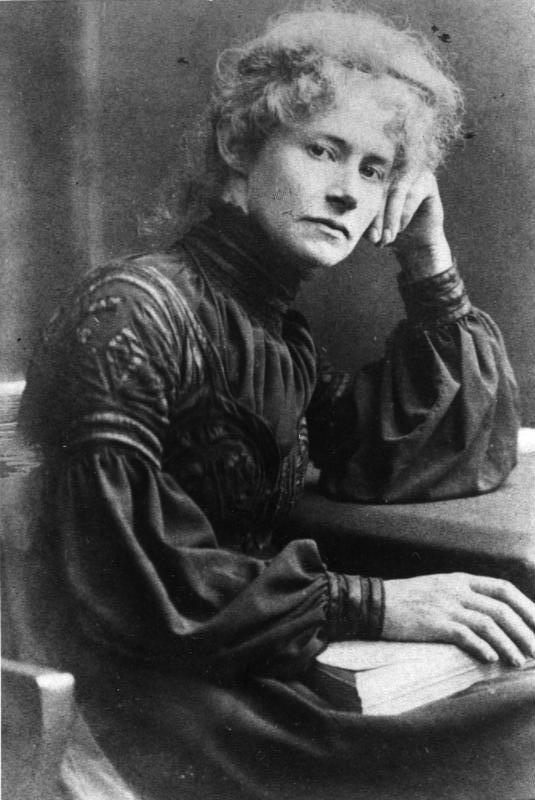
Lida Gustava Heymann (1900)

Lida Gustava Heymann (geboren 15. März 1868 in Hamburg; gestorben 31. Juli 1943 in Zürich) war eine deutsche Frauenrechtlerin. Mit ihrer Arbeits- und Lebensgefährtin Anita Augspurg war sie eine der prominentesten Vertreterinnen der radikal-bürgerlichen Frauenbewegung und der Frauen-Friedensbewegung im Ersten Weltkrieg.

## Leben und Leistungen
Lida Gustava Heymann war eine Tochter des Hamburger Überseekaufmanns Gustav Christian Heymann (1813–1896) und der Adele von Hennig (1843–1918), sie hatte vier Schwestern. Wie viele Frauen der radikal-bürgerlichen Frauenbewegung ist auch Heymann in einem gebildeten Milieu aufgewachsen. Sie wurde zunächst zu Hause unterrichtet und ging anschließend auf eine höhere Töchterschule in Hamburg. Nach dem Tod ihres Vaters 1896 verwaltete sie seinen Nachlass, wurde so finanziell unabhängig und konnte somit ihre politische Tätigkeit finanzieren.

### Soziales Engagement
Aus den Mitteln ihres Erbes gründete sie beispielsweise eine Einrichtung, die berufstätigen Frauen einen Mittagstisch anbot, sowie einen Kinderhort und eine Beratungsstelle. Diese Einrichtung kann als Vorläufer der westdeutschen Frauenzentren der 1970er Jahre verstanden werden. Zudem wurde sie Mitgründerin eines koedukativen Gymnasiums und rief Berufsverbände für weibliche kaufmännische Angestellte und für Bühnenkünstlerinnen ins Leben. Des Weiteren kam sie als Mitbegründerin der abolitionistischen Bewegung in Deutschland mit dem Gesetz in Konflikt, als sie in Hamburg gegen die Behandlung der Prostituierten protestierte und die Abschaffung der staatlichen Reglementierung der Prostitution forderte. Parallel zu Anna Pappritz in Berlin gründete sie in Hamburg einen Zweigverein der Internationalen Abolitionistischen Föderation (IAF). Ihr politisches Handeln war zunehmend von der Erkenntnis getragen, dass „private soziale Fürsorge allein niemals die trostlosen Zustände beseitigen kann, in denen achtzig und mehr Prozent aller Völker zu leben verdammt sind.“ So fand sie ihren Weg in die Frauenbewegung.

### Erste Frauenbewegung
Während sie zunächst im Allgemeinen Deutschen Frauenverein (ADF), der seit 1865 existierte und bisher das zentrale Organ der bürgerlichen Frauenbewegung darstellte, aktiv war, wandte sie sich später aufgrund von Unstimmigkeiten ab und schloss sich der radikalen Frauenbewegung an. Dort lernte sie ihre spätere Lebensgefährtin Anita Augspurg kennen, die gerade ihr Jurastudium in der Schweiz beendet hatte und somit die erste Juristin Deutschlands war.
Anders als beispielsweise die proletarische Frauenbewegung lässt sich die radikale Frauenbewegung weniger eindeutig von der bürgerlichen Frauenbewegung abgrenzen. Sie kann also trotz signifikanter Auseinandersetzungen als Strömung innerhalb der bürgerlichen Frauenbewegung begriffen werden. Trotzdem grenzen sich sowohl die Radikalen als auch die Gemäßigten mithilfe dieser Selbstbezeichnungen klar voneinander ab. Diese Abgrenzung manifestierte sich zum Beispiel in Auseinandersetzungen um die Organisationsstruktur des BDF (Bund Deutscher Frauenvereine), die entgegen der Vorstellung der Radikalen hierarchisch und nicht demokratisch strukturiert war. Als Reaktion auf diese und weitere Unstimmigkeiten gründeten sie 1899 den Verein fortschrittlicher Frauenvereine (VfF). Inhaltlich unterschieden sich Radikale und Gemäßigte zum Beispiel auch hinsichtlich ihrer Auffassungen bezüglich des Wahlrechts. Während die Radikalen vehement für die Durchsetzung gleicher Bürgerrechte kämpften, strebten die Gemäßigten eher die Herausbildung einer spezifisch weiblichen Kultur an, die diese Forderung nicht zwingend beinhaltete.
1902 gründete Heymann gemeinsam mit Anita Augspurg den Deutschen Verein für Frauenstimmrecht, der sich zu einem Schwerpunkt der Deutschen Frauenbewegung um die Jahrhundertwende entwickelte.

### Frauenfriedensbewegung
Der Beginn des Ersten Weltkriegs stellte auch innerhalb der Frauenbewegung eine Zäsur dar. Obwohl es weitreichende personelle Überschneidungen zwischen radikaler Frauenbewegung und pazifistischen Organisationen gab, unterstützte ein Großteil der Frauenbewegung den beginnenden Krieg. Der Bund Deutscher Frauenvereine gründete beispielsweise den Nationalen Frauendienst, eine Organisation, der sich Frauen aus den unterschiedlichsten Frauenvereinen anschlossen, selbst ein Großteil der sozialdemokratischen Frauen. Auch Heymann und Augspurg riefen, weil sie von einem Verteidigungskrieg ausgingen, zunächst dazu auf, den Krieg zu unterstützen. Sie brauchten also einige Zeit, um die Positionen gegen den Krieg herauszubilden, die ihr späteres politisches Handeln bestimmen sollten. Kurze Zeit nach Kriegsbeginn bekannten sich Heymann und Augspurg zum radikalen Pazifismus. Ähnlich wie in der Frauenbewegung gab es auch in der Friedensbewegung ein gemäßigtes Spektrum, das eher Veränderungen auf politisch-struktureller Ebene anstrebte und für Schiedsgerichte und zwischenstaatliche Organisationen plädierte, und ein radikales Spektrum, das jegliche Gewaltanwendung, also Krieg inklusive Verteidigungskrieg und Kriegsdienst, ablehnte. Acht Monate nach Kriegsbeginn fand der Internationale Frauenfriedenskongress in Den Haag vom 28. April bis zum 1. Mai 1915, mit 1100 Vertreterinnen aus zwölf verschiedenen Ländern, statt. Heymann und Augspurg waren Hauptorganisatorinnen des Kongresses, der als Reaktion auf die Absage eines internationalen Frauenkongresses in Berlin initiiert wurde. Die auf dem Kongress ausgearbeiteten Beschlüsse wurden anschließend den Regierungen zugesandt. Zwar waren 14 der Länder bereit eine Delegation der Haager Konferenz zu empfangen, jedoch waren die Bemühungen zumindest ohne kurzfristigen Erfolg. Jedoch ist es möglich, dass die Haager Beschlüsse Grundlage für Woodrow Wilsons 14-Punkte-Programm wurden. Außerdem entstanden auf dem Haager Frauenfriedenskongress die Vorläufer der Women’s International League for Peace and Freedom, die bis heute existiert.
Gemeinsam mit Augspurg gab Heymann von 1919 bis 1933 in Deutschland die Zeitschrift Frau im Staat heraus, in der pazifistische, demokratische und feministische Positionen vertreten wurden. Obwohl Heymann nach einem Intermezzo in der Freisinnigen Vereinigung nie mehr einer Partei beitrat oder sich parteipolitisch engagierte, hegte sie abstrakte Sympathien für sozialdemokratische und sozialistische Ideen. Bereits 1888 hatte sie August Bebels Werk „Die Frau und der Sozialismus“ rezipiert.

### Exil und Tod
1923 forderten Lida Gustava Heymann und Anita Augspurg die Ausweisung Adolf Hitlers aus Deutschland. Während Hitlers „Machtergreifung“ 1933 befanden sich beide auf einer Auslandsreise, von der sie nicht mehr nach Deutschland zurückkehrten. Das Vermögen beider wurde konfisziert. Die Bibliothek und alle Unterlagen aus der jahrzehntelangen Arbeit von Heymann und Augspurg in der nationalen und internationalen Frauenbewegung gingen verloren.
Heymann und Augspurg ließen sich in Zürich nieder. Ab 1937 war Augspurg stark pflegebedürftig. Heymann schrieb die gemeinsamen Erinnerungen unter dem Titel „Erlebtes-Erschautes“ bis 1941 nieder. 1943 starb Heymann an Krebs. Sie wurde auf dem Friedhof Fluntern beigesetzt.

## Veröffentlichung der Memoiren von Heymann und Augspurg

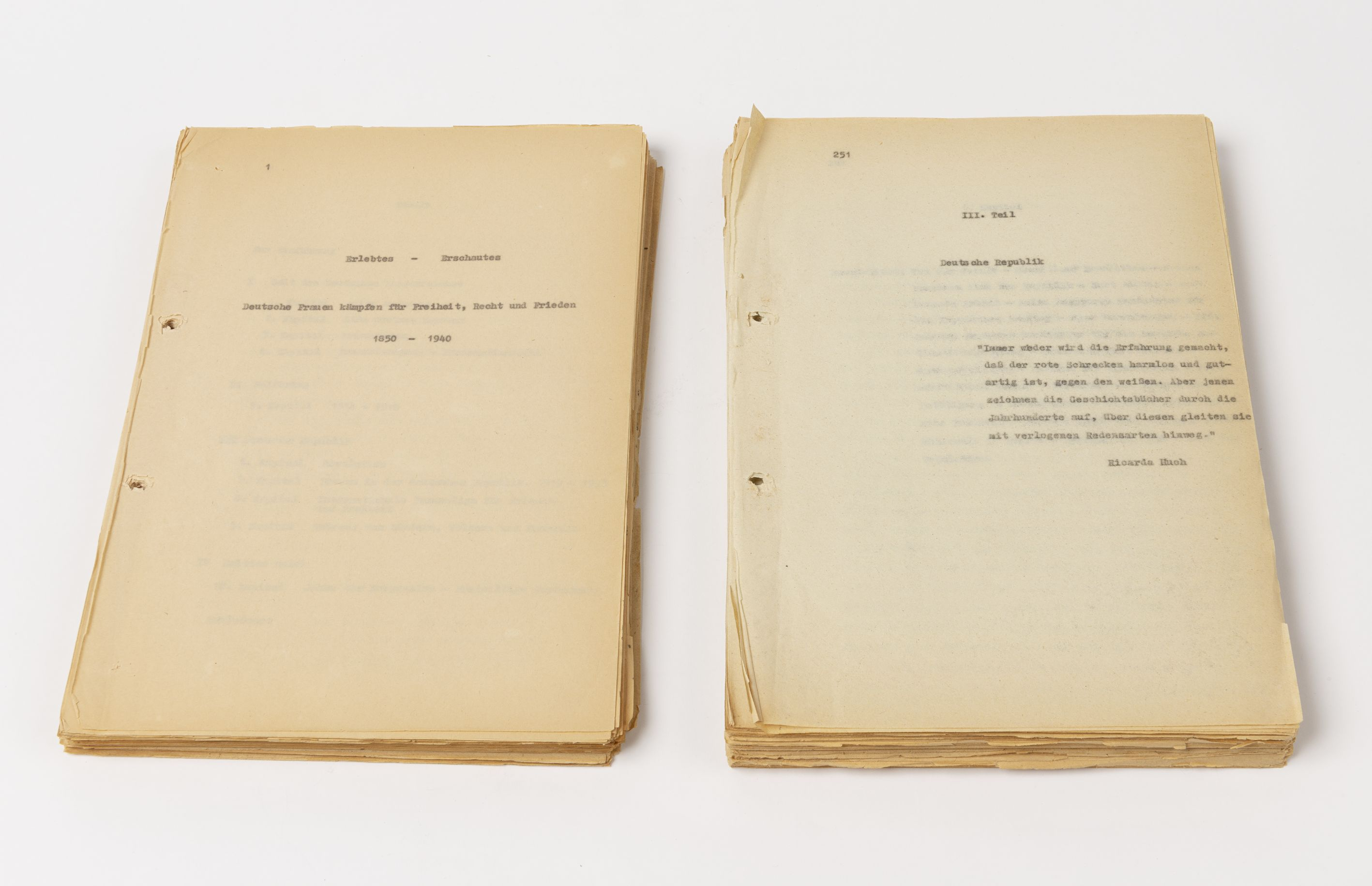
Manuskript der Memoiren von Anita Augspurg und Lida Gustava Heymann: „Erlebtes – Erschautes! Teile 1 u. 2“ von Anfang 1941

Von den Memoiren von Heymann und Augspurg haben sich drei Manuskripte erhalten: zwei zeitlich verschieden datierte Exemplare im Besitz des Neffen von Heymann sowie ein Exemplar, das sich heute im Besitz des Archivs der deutschen Frauenbewegung befindet und ursprünglich von Anna Rieper, einer Freundin von Heymann und Augspurg und ehemaligen Vorsitzenden der IFFF-Ortsgruppe Hamburg, verwahrt wurde. Die Memoiren wurden 1972 von der Politikwissenschaftlerin Margrit Twellmann erstmals veröffentlicht, die den Verbleib der Manuskripte ermittelt hatte.

## Differenzfeminismus in Heymanns Friedenskonzepten
Heymanns Vorstellungen von Geschlecht sind zentraler Bestandteil ihrer Gesellschaftskritik. In ihrem Text Weiblicher Pazifismus kommt diese pointiert zum Ausdruck. In dem Text formuliert Heymann zunächst ihre Kritik am „Männerstaat“ und bestimmt anschließend das „weibliche Prinzip“ als radikal-pazifistische Handlungsgrundlage für eine Welt ohne Krieg.
„Diesem männlichen, zerstörenden Prinzip ist das weibliche aufbauende Prinzip der gegenseitigen Hilfe, der Güte, des Verstehens und Entgegenkommens diametral entgegengesetzt. In den modernen Männerstaaten war den Frauen nicht nur jede Möglichkeit genommen, ihr ureigenstes Wesen zur Auswirkung zu bringen, sondern sie mußten sich dem männlichen Prinzip unterordnen, es zwangsweise anerkennen, sie wurden vergewaltigt. Viele Frauen machten es, nur um leben, um sich behaupten zu können, zu dem ihren.“
Die Grundlage dieser antagonistischen Prinzipien Heymanns ist männlicher und weiblicher Geschlechtscharakter. Auch in anderen Texten, wie beispielsweise ihren Lebenserinnerungen, griff sie auf diese differenzfeministische Idee konträrer Geschlechtscharaktere in Form universeller Prinzipien zurück.

## Ehrungen
- In Brühl (Rheinland) ist eine Straße nach Heymann benannt.[22]
- Die Stadt Zürich ließ auf dem Friedhof Fluntern zu Ehren von Heymann und Augspurg am 20. Dezember 1993 einen Gedenkstein errichten.[23][24]
- Augspurg-Heymann-Preis der Landesarbeitsgemeinschaft Lesben in Nordrhein-Westfalen von 2009 bis 2015.
- Im Bremer Stadtteil Neustadt wird eine Straße nach ihr benannt werden.[25]
- In Hamburg-Eimsbüttel ist eine Straße nach Heymann benannt.

## Schriften (Auswahl)

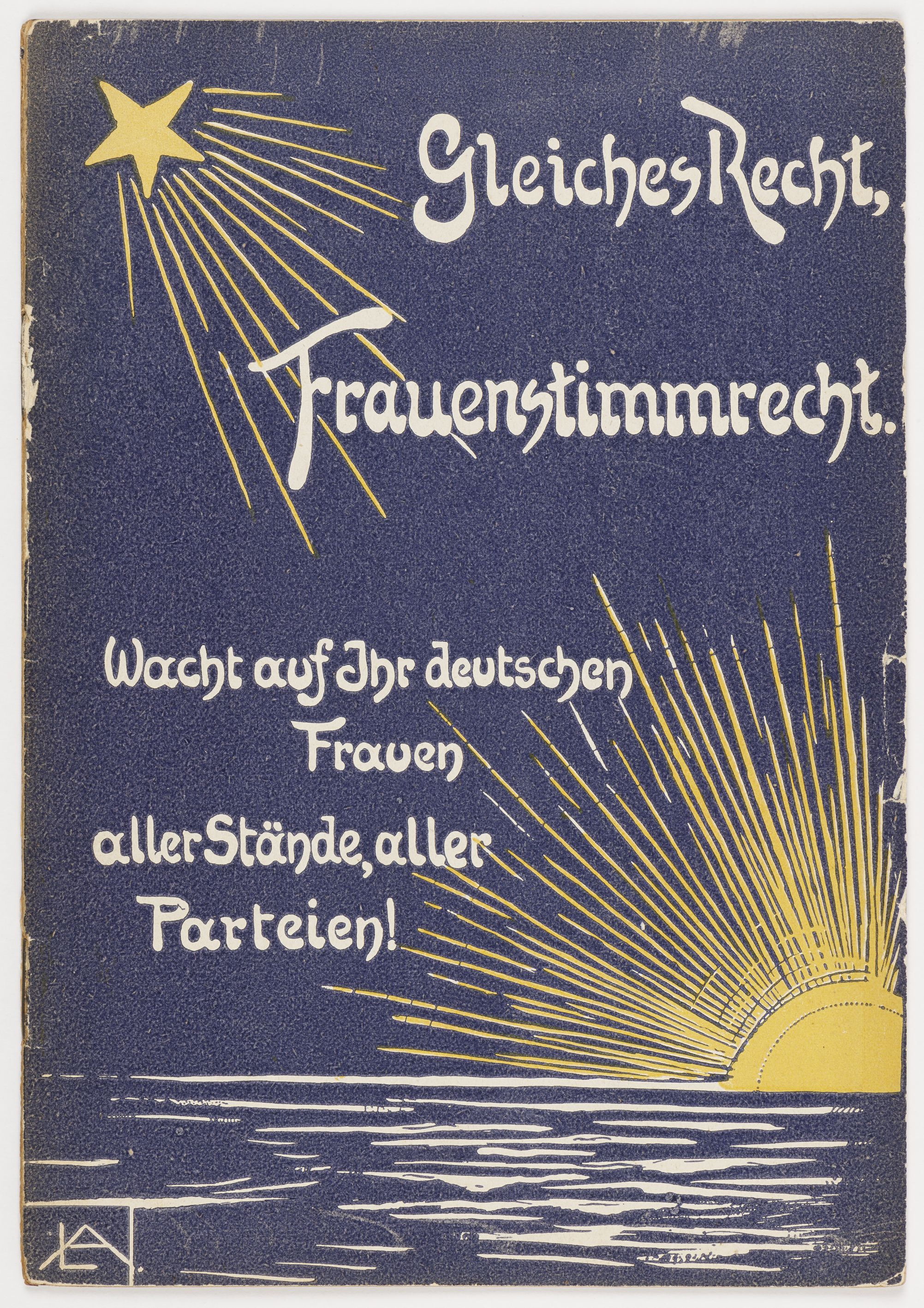
Broschüre Gleiches Recht, Frauenstimmrecht. Wacht auf Ihr deutschen Frauen aller Stände aller Parteien! (1907) des Deutschen Verbands für Frauenstimmrecht, verfasst von Lida Gustava Heymann

- Frauenstimmrecht, eine Forderung der Gerechtigkeit! Frauenstimmrecht, eine Forderung sozialer Notwendigkeit! Frauenstimmrecht, eine Forderung der Kultur! München 1907. (Digitalisat und Volltext im Deutschen Textarchiv)
- Das kommunale Wahlrecht der Frauen im Deutschen Reiche. Kastner und Callwey Verlag, München 1910.
- Wird die Mitarbeit der Frauen in den politischen Männerparteien das Frauenstimmrecht fördern? Dietrich Verlag, Gautzsch b. Leipzig 1911. (Digitalisat und Volltext im Deutschen Textarchiv)
- Frauenstimmrecht und Völkerverständigung. Leipzig 1919 (= Nach dem Weltkrieg. Schriften zur Neuorientierung der auswärtigen Politik, Bd. 9). (Digitalisat und Volltext im Deutschen Textarchiv)
- Lida Gustava Heymann: Erlebtes – Erschautes. Deutsche Frauen kämpfen für Freiheit, Recht und Frieden, 1850–1940. in Zusammenarbeit mit Anita Augspurg. Hrsg.: Margrit Twellmann. Helmer, Frankfurt am Main 1992, ISBN 3-927164-43-7, S. 111 (Erstausgabe:  1972).